# Ixia capillaris
Ixia capillaris är en irisväxtart som beskrevs av Carl von Linné d.y.. Ixia capillaris ingår i släktet Ixia och familjen irisväxter. Inga underarter finns listade i Catalogue of Life.